# アイ・ラブ・トラブル
『アイ・ラブ・トラブル』（原題：I Love Trouble）は、1994年制作のアメリカ合衆国のコメディ映画。ニック・ノルティ、ジュリア・ロバーツ出演。チャールズ・シャイア監督。妻のナンシー・マイヤーズ製作。

## あらすじ
事件記者から転身したシカゴ・クロニクル紙の名物コラムニスト・ピーターは、ある鉄道事故の取材に助っ人として借り出され、その現場でライバル紙シカゴ・グローブ紙の美人記者サブリナと出会う。
ライバル同士という事でスクープ合戦にしのぎを削る二人だったが、やがて手を組み、事故の裏に隠された巨大な陰謀を暴き出す。そして、二人は結ばれるのだった。

## キャスト
※括弧内は日本語吹替。
- ピーター・ブラケット - ニック・ノルティ（谷口節）
- サブリナ・ピーターソン - ジュリア・ロバーツ（竹村叔子）
- サム・スモザマン - ソウル・ルビネック（掛川裕彦）
- 痩せた男 - ジェームズ・レブホーン（稲葉実）
- 警察署長 - フランキー・フェイソン（稲葉実）
- マット編集長 - ロバート・ロッジア（峰恵研）
- キム - ケリー・ラザフォード（佐々木優子）
- ジニー - オリンピア・デュカキス（磯辺万沙子）
- ゲイル・ロビンス上院議員 - マーシャ・メイソン（沢田敏子）
- レイ - ユージン・レヴィ
- リック・メドウィック - チャールズ・マーティン・スミス（山口健）
- ウィルソン・チェス - ダン・バトラー（小室正幸）
- ケニー・ベーコン - ポール・グリーソン（秋元羊介）
- エヴァンス - ジェーン・アダムス（田中敦子）
- リンディ - ノーラ・ダン